# Coppa del mondo di ciclismo su pista 2011-2012
La coppa del mondo di ciclismo su pista 2011-2012, ventesima edizione della competizione, si svolse in quattro prove tra il 4 novembre 2011 e il 19 febbraio 2012.
In ognuno dei quattro eventi si tennero competizioni, sia maschili che femminili, nelle cinque specialità inserite nel quadro dei Giochi olimpici 2012.
- Tre specialità individuali: velocità, keirin e omnium (che comprende un giro lanciato, corsa a punti, corsa a eliminazione, inseguimento individuale, scratch e cronometro di 500 metri per le donne e di un chilometro per gli uomini).
- Due specialità a squadre: la velocità a squadre e l'inseguimento a squadre.

Gli organizzatori dei quattro eventi poterono comunque aggiungere competizioni supplementari, consentendo agli atleti di gareggiare in specialità non olimpiche – ma pur sempre presenti nel programma dei campionati del mondo – quali l'inseguimento individuale, la cronometro, lo scratch, la corsa a punti e l'americana.

## Specialità

### Keirin
| Data              | Luogo             | Vincitore          | Vincitrice         |
| ----------------- | ----------------- | ------------------ | ------------------ |
| 5/6 novembre      | Astana            | Christos Volikakis | Clara Sanchez      |
| 2/3 dicembre      | Cali              | Maximilian Levy    | Simona Krupeckaitė |
| 14/15 gennaio     | Pechino           | François Pervis    | Guo Shuang         |
| 18/19 febbraio    | Londra            | Chris Hoy          | Simona Krupeckaitė |
| Classifica finale | Classifica finale | Chris Hoy          | Simona Krupeckaitė |

### Cronometro
| Data              | Luogo             | Vincitore            | Vincitrice         |
| ----------------- | ----------------- | -------------------- | ------------------ |
| 4 novembre        | Astana            | Non disputata        | Vol'ha Panarina    |
| 1º dicembre       | Cali              | François Pervis      | Non disputata      |
| 13 gennaio        | Pechino           | Non disputata        | Lisandra Guerra    |
| 17 febbraio       | Londra            | Stefan Nimke         | Non disputata      |
| Classifica finale | Classifica finale | Simon Van Velthooven | Anastasija Vojnova |

### Velocità
| Data              | Luogo             | Vincitore        | Vincitrice     |
| ----------------- | ----------------- | ---------------- | -------------- |
| 5/6 novembre      | Astana            | Chris Hoy        | Ljubov Šulika  |
| 2/3 dicembre      | Cali              | Stefan Bötticher | Kristina Vogel |
| 14/15 gennaio     | Pechino           | Charlie Conord   | Guo Shuang     |
| 18/19 febbraio    | Londra            | Chris Hoy        | Guo Shuang     |
| Classifica finale | Classifica finale | Chris Hoy        | Guo Shuang     |

### Velocità a squadre
| Data              | Luogo             | Vincitori                                                           | Vincitrici                                        |
| ----------------- | ----------------- | ------------------------------------------------------------------- | ------------------------------------------------- |
| 4 novembre        | Astana            | Team Erdgas.2012 Joachim Eilers, Robert Förstemann, Maximilian Levy | Australia Anna Meares, Kaarle McCulloch           |
| 1º dicembre       | Cali              | Germania René Enders, Maximilian Levy, Stefan Nimke                 | Germania Kristina Vogel, Miriam Welte             |
| 13 gennaio        | Pechino           | Moscow Track Team Sergej Borisov, Denis Dmitriev, Sergej Kučerov    | Cina Gong Jinjie, Guo Shuang                      |
| 17 febbraio       | Londra            | Germania René Enders, Robert Förstemann, Maximilian Levy            | Gran Bretagna Victoria Pendleton, Jessica Varnish |
| Classifica finale | Classifica finale | Germania                                                            | Cina                                              |

### Inseguimento individuale
| Data              | Luogo             | Vincitore     | Vincitrice     |
| ----------------- | ----------------- | ------------- | -------------- |
| 5 novembre        | Astana            | Glenn O'Shea  | Non disputato  |
| 2 dicembre        | Cali              | Non disputato | Alison Shanks  |
| 14 gennaio        | Pechino           | Peter Latham  | Non disputato  |
| 18 febbraio       | Londra            | Non disputato | Joanna Rowsell |
| Classifica finale | Classifica finale | Peter Latham  | Alison Shanks  |

### Inseguimento a squadre
| Data              | Luogo             | Vincitori                                                                   | Vincitrici                                                   |
| ----------------- | ----------------- | --------------------------------------------------------------------------- | ------------------------------------------------------------ |
| 4 novembre        | Astana            | RusVelo Evgenij Kovalëv, Ivan Kovalëv, Aleksej Markov, Aleksandr Serov      | Paesi Bassi Ellen van Dijk, Kirsten Wild, Amy Pieters        |
| 1º dicembre       | Cali              | Nuova Zelanda Sam Bewley, Aaron Gate, Marc Ryan, Jesse Sergent              | Gran Bretagna Wendy Houvenaghel, Sarah Storey, Laura Trott   |
| 13 gennaio        | Pechino           | RusVelo Evgenij Kovalëv, Ivan Kovalëv, Aleksej Markov, Aleksandr Serov      | Ucraina Jelizaveta Bočkareva, Svitlana Haljuk, Ljubov Šulika |
| 17/19 febbraio    | Londra            | Australia Jack Bobridge, Rohan Dennis, Alexander Edmondson, Michael Hepburn | Gran Bretagna Danielle King, Joanna Rowsell, Laura Trott     |
| Classifica finale | Classifica finale | Australia                                                                   | Gran Bretagna                                                |

### Corsa a punti
| Data              | Luogo             | Vincitore      | Vincitrice     |
| ----------------- | ----------------- | -------------- | -------------- |
| 4 novembre        | Astana            | Non disputata  | Na Ah-Reum     |
| 1º dicembre       | Cali              | Unai Elorriaga | Non disputata  |
| 13 gennaio        | Pechino           | Non disputata  | Aksana Papko   |
| 17 febbraio       | Londra            | Albert Torres  | Non disputata  |
| Classifica finale | Classifica finale | Unai Elorriaga | Elena Cecchini |

### Scratch
| Data              | Luogo             | Vincitore        | Vincitrice      |
| ----------------- | ----------------- | ---------------- | --------------- |
| 4 novembre        | Astana            | Gijs Van Hoecke  | Non disputato   |
| 1º dicembre       | Cali              | Non disputato    | Kelly Druyts    |
| 13 gennaio        | Pechino           | Kirill Svešnikov | Non disputato   |
| 17 febbraio       | Londra            | Non disputato    | Melissa Hoskins |
| Classifica finale | Classifica finale | Kirill Svešnikov | Kelly Druyts    |

### Omnium
| Data              | Luogo             | Vincitore           | Vincitrice         |
| ----------------- | ----------------- | ------------------- | ------------------ |
| 5/6 novembre      | Astana            | Roger Kluge         | Evgenija Romanjuta |
| 2/3 dicembre      | Cali              | Juan Esteban Arango | Sarah Hammer       |
| 14/15 gennaio     | Pechino           | Glenn O'Shea        | Evgenija Romanjuta |
| 18/19 febbraio    | Londra            | Juan Esteban Arango | Sarah Hammer       |
| Classifica finale | Classifica finale | Bryan Coquard       | Li Huang           |

### Americana
| Data              | Luogo             | Vincitori                                   |
| ----------------- | ----------------- | ------------------------------------------- |
| 6 novembre        | Astana            | Australia Alexander Edmondson, Glenn O'Shea |
| 3 dicembre        | Cali              | Colombia Juan Esteban Arango, Weimar Roldán |
| 15 gennaio        | Pechino           | Rep. Ceca Martin Bláha, Vojtěch Hačecký     |
|                   | Londra            | Non disputata                               |
| Classifica finale | Classifica finale | Svizzera                                    |